# Majid Al-Khamis
Majid Sultan Al-Khamis (arab. ماجد سلطان الخميس) – kuwejcki piłkarz ręczny, uczestnik Letnich Igrzysk Olimpijskich 1980.
W 1980 roku wziął udział w Letnich Igrzyskach Olimpijskich w Moskwie. W całym turnieju zdobył dziewięć goli, a także miał na swym koncie trzy upomnienia w postaci żółtych kartek i dwuminutowych kar. Razem z kolegami z reprezentacji zajął ostatnie 12. miejsce, a jego drużyna przegrała wszystkie mecze turnieju.